# Stalachtis funereus
Stalachtis funereus is een vlinder uit de familie van de Lycaenidae.